# Utetheisa shyama
Utetheisa shyama là một loài bướm đêm thuộc phân họ Arctiinae, họ Erebidae.